# Éric Tabarly

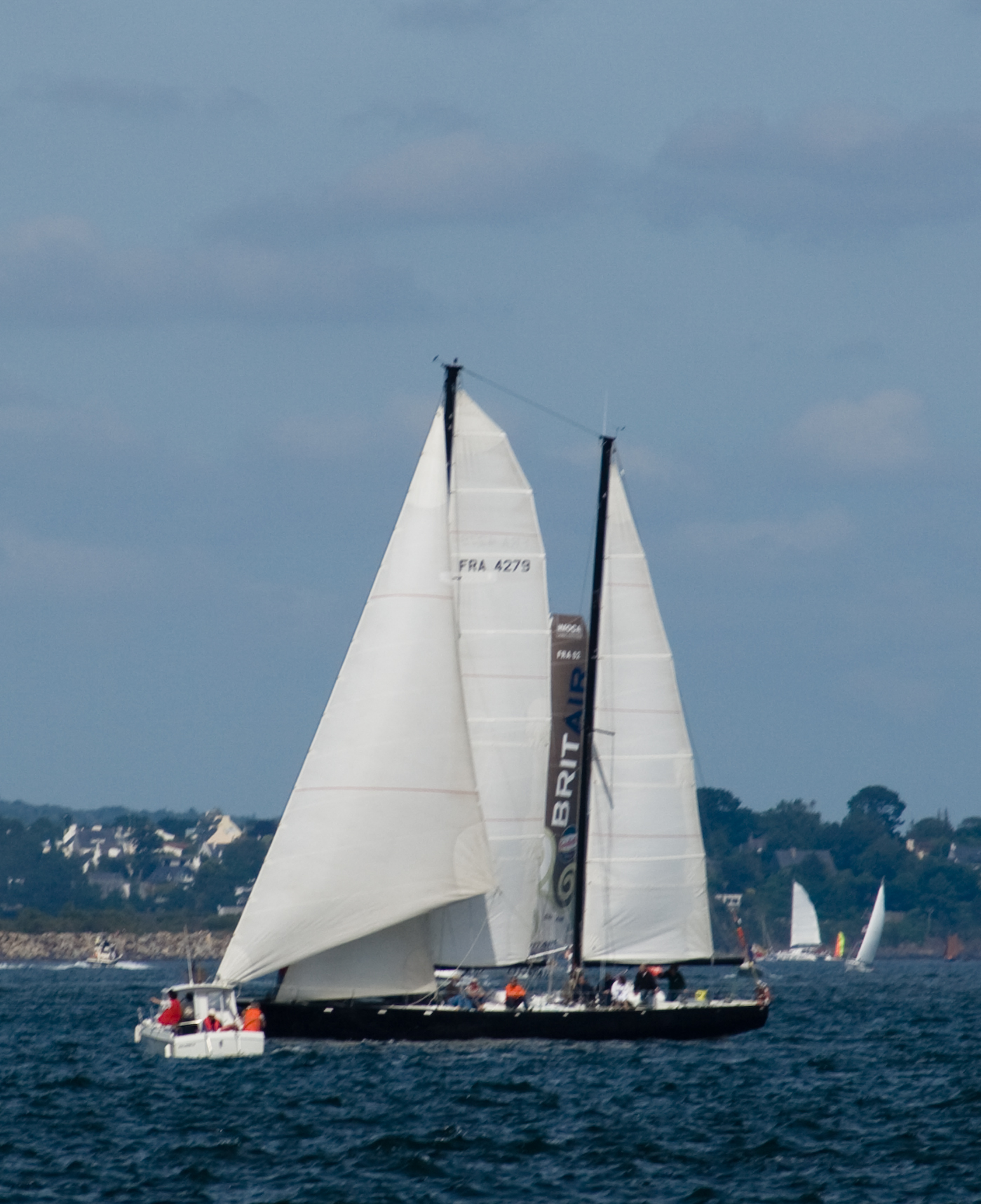
Pen Duick III

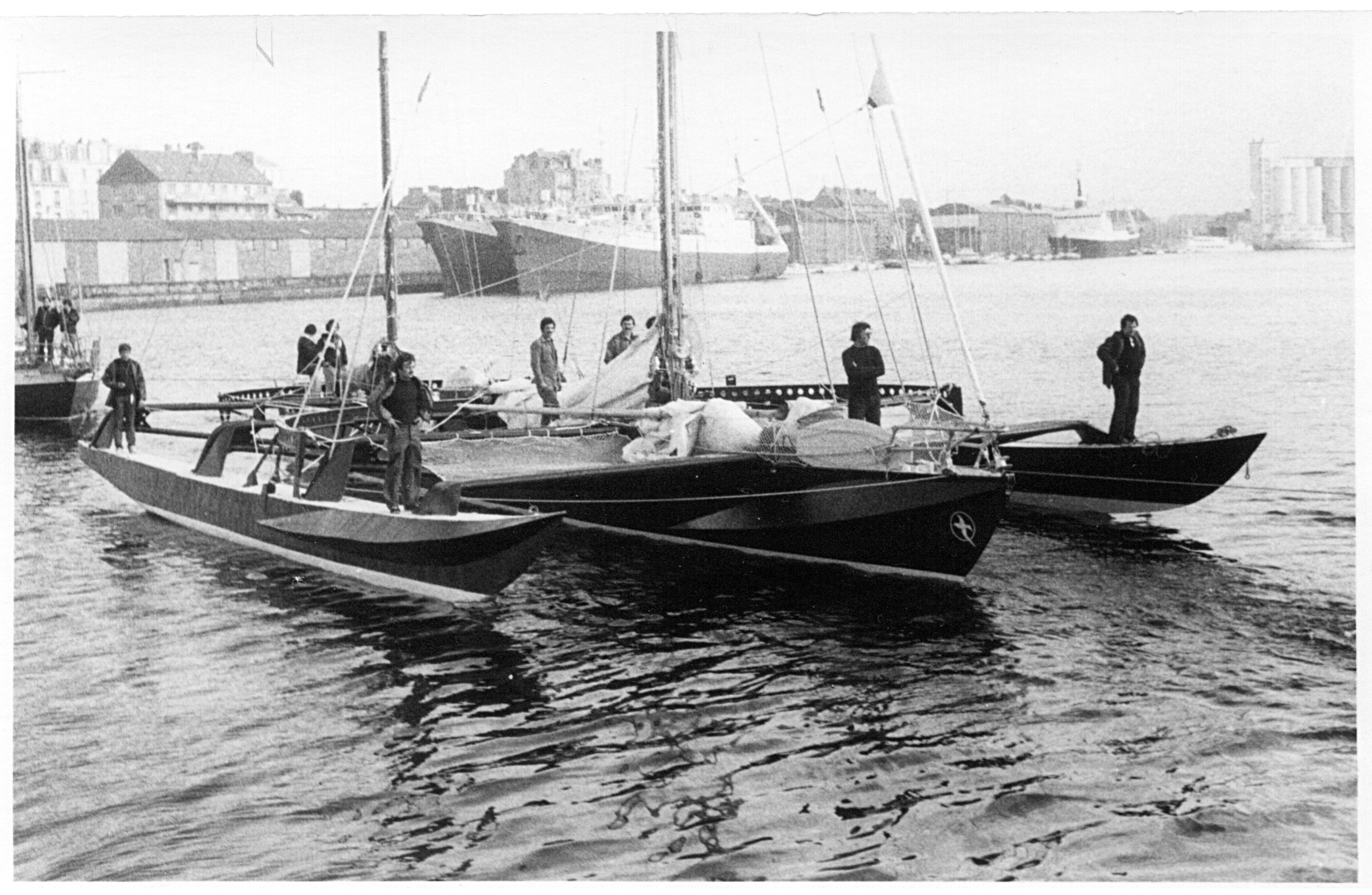
Manureva (ex-Pen Duick IV), die als erstes Mehrrumpfboot (von Alain Colas) einhand um die Welt gesegelt wurde; Bild wenige Tage vor der Route du Rhum 1978, während der sie unter Colas verscholl

Éric Tabarly (* 24. Juli 1931 in Nantes; † 13. Juni 1998 in der Irischen See) gilt als einer der herausragendsten Hochseesegler und innovativsten Konstrukteure von Regattayachten des 20. Jahrhunderts. Er machte sich vor allem durch Siege in Einhandregatten und verschiedene Rekordfahrten einen Namen. So unterbot er 1980, 75 Jahre nach Charlie Barrs Rekordfahrt über den Nordatlantik mit dem Schoner Atlantic im Jahr 1905, Barrs Rekord mit dem Aluminium-Trimaran Paul Ricard (Länge: 16,50 m) in zehn Tagen, fünf Stunden und 14 Minuten.
Tabarlys Segelyachten trugen den Namen Pen Duick (bretonisch für Tannenmeise; wörtlich pen = Kopf; du = schwarz; ick = Diminutiv, klein) und sind noch heute, vor allem an Frankreichs Küsten, im Einsatz. Tabarly gründete unter dem Namen außerdem eine Organisation, die heute unter anderem Hochseeregatten veranstaltet.

## Leistungen

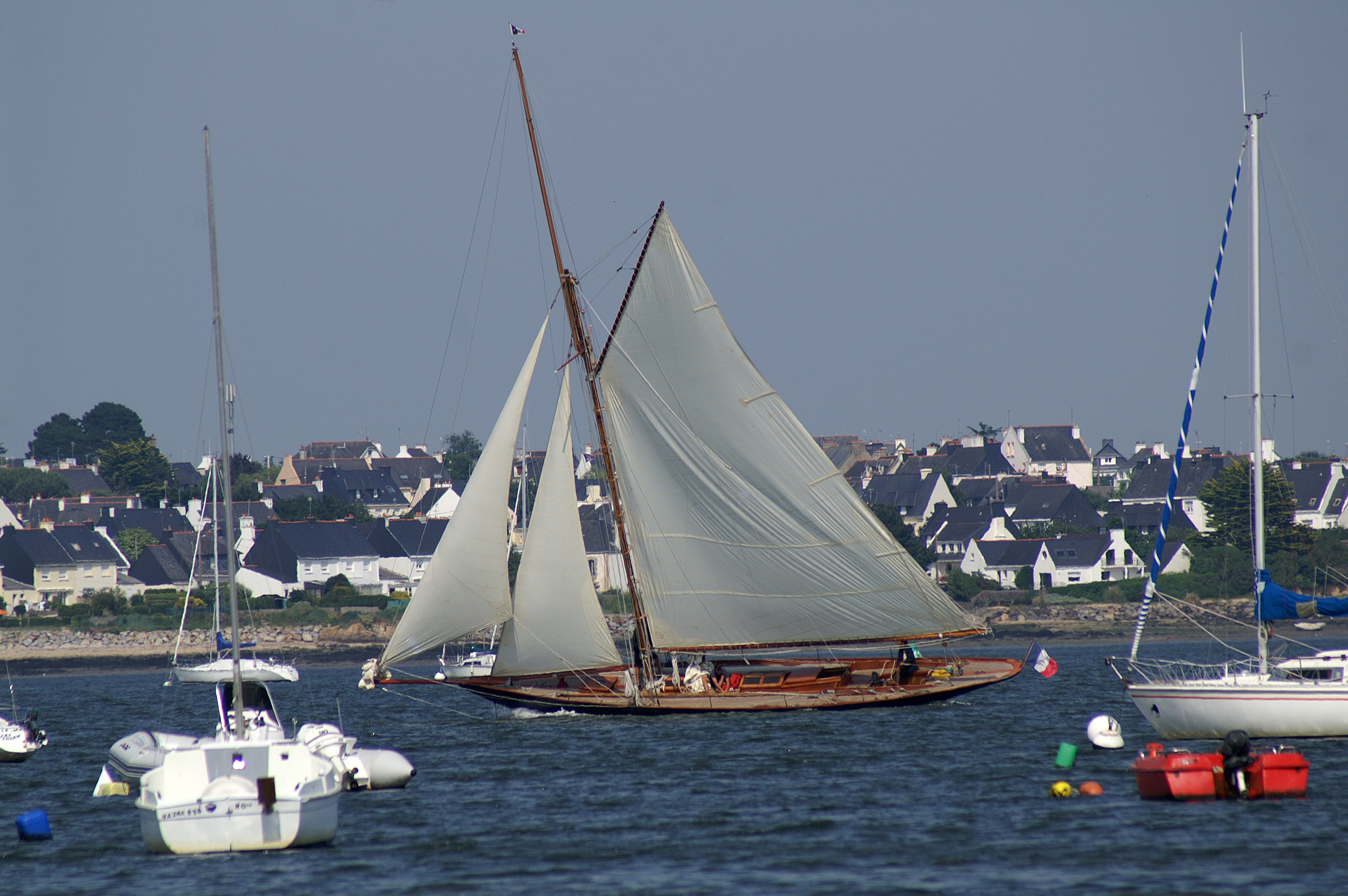
Die klassische Pen Duick (I)

Der erste große Erfolg von Tabarly war der Sieg mit der Pen Duick II bei der Einhand-Transatlantikregatta Observer Singlehanded Transatlantic Race (OSTAR) von Plymouth nach Newport (Rhode Island) in den USA. Zu den folgenden Regatten entwickelt er verschiedene Yachten mit teilweise sehr innovativen Entwürfen. Neben den Regattafahrten galt die Leidenschaft Tabarlys der nach einem Entwurf von William Fife III 1898 gebauten klassischen Yacht Pen Duick, die er von seinem Vater übernommen und restauriert hatte.
1973 gründete Tabarly mit Gérard Petipas die Organisation Pen Duick S.A.S., die sich für verschiedene Bereiche des Segelns einsetzte. Seit 1985 organisiert Pen Duick insbesondere Hochseeregatten wie die Route du Rhum und die Transat AG2R; die Tochter-Organisation „Match Racing“ organisiert die Transat BPE.
Éric Tabarly lehnte es stets ab, sich an Bord zu sichern. 1998 sollte ihn dies das Leben kosten, als er bei einer Nachtfahrt in der Irischen See über Bord ging. Seine Leiche wurde mehrere Tage später von Fischern geborgen. Tabarly wurde mit dem Kreuz eines Kommandeurs der Ehrenlegion ausgezeichnet.

## Ehrungen
- Ritter (1967), Offizier (1977) und Kommandeur (1998) der Ehrenlegion
- 1976 Offizier des Seeverdienstordens
- 2007 Erstes Ehrenmitglied (Inductee) in der neu geschaffenen ISAF Sailing Hall of Fame[2]

## Tabarlys SegelyachtenPen Duick
- Pen Duick (I), Baujahr 1898, Konstrukteur: William Fife III, Werft: Gridiron and Workers, Carrigaloe, Irland; 1958/59 neuer Rumpf aus Polyester (Tabarly sah es weiterhin insofern als dasselbe Boot an, als er 1998 dessen 100. Geburtstag feierte)
- Pen Duick II, Baujahr 1964, Konstrukteur: Gilles Costantini, Werft: Costantini, Frankreich
- Pen Duick III, Baujahr 1967, Konstrukteur: Eric Tabarly, Werft: La Perrière, Lorient, Frankreich
- Pen Duick IV, Trimaran, Baujahr 1968, Konstrukteur: André Allègre, Werft: La Perrière, Lorient Frankreich
- Pen Duick V, Baujahr 1968, Konstrukteur: Michel Bigoin and Daniel Duvergie, Werft: La Perrière, Lorient, Frankreich
- Pen Duick VI, Baujahr 1974, Konstrukteur: André Mauric, Werft: L'arsenal, Brest, Frankreich

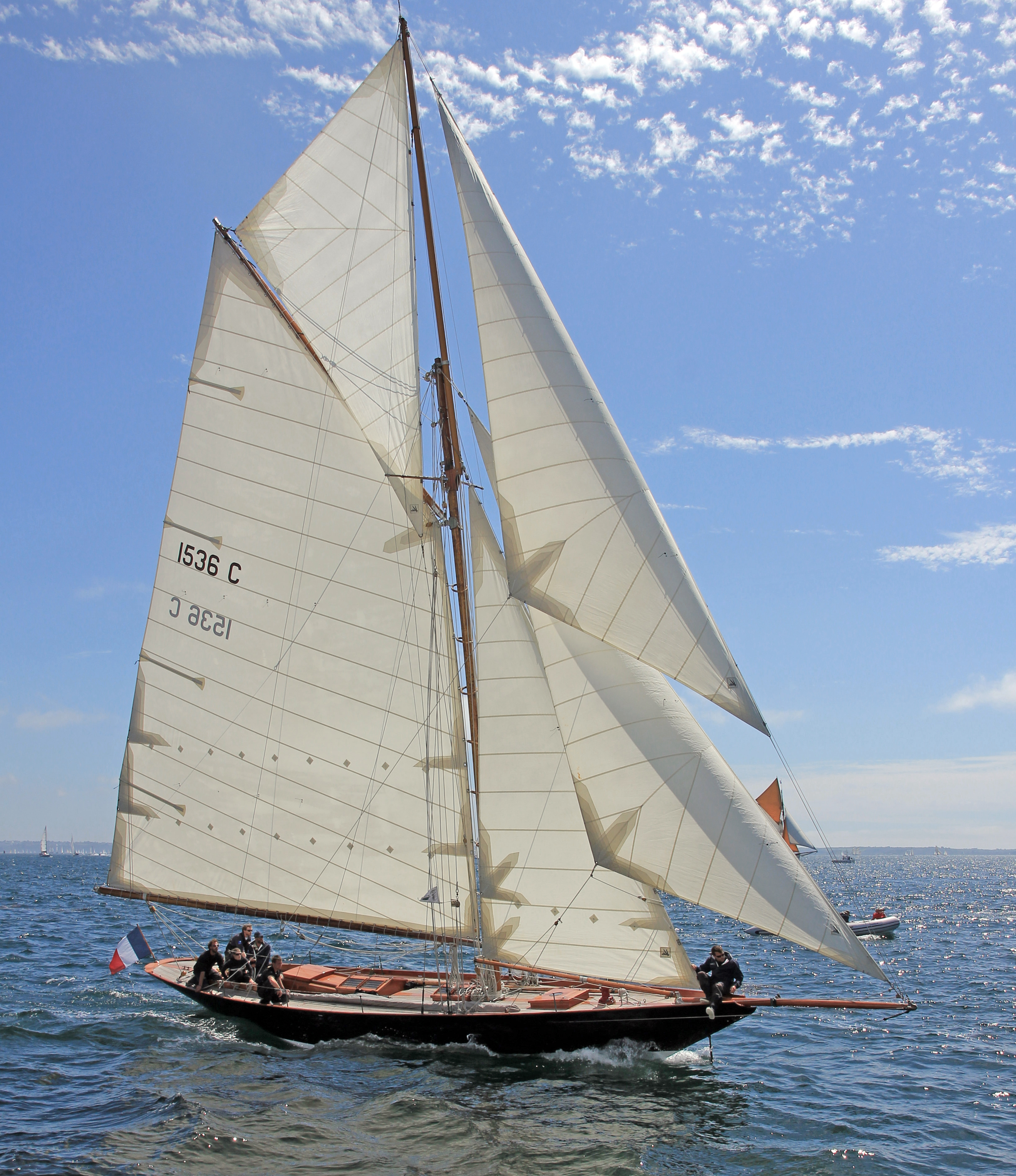
Pen Duick I 2012 in Brest
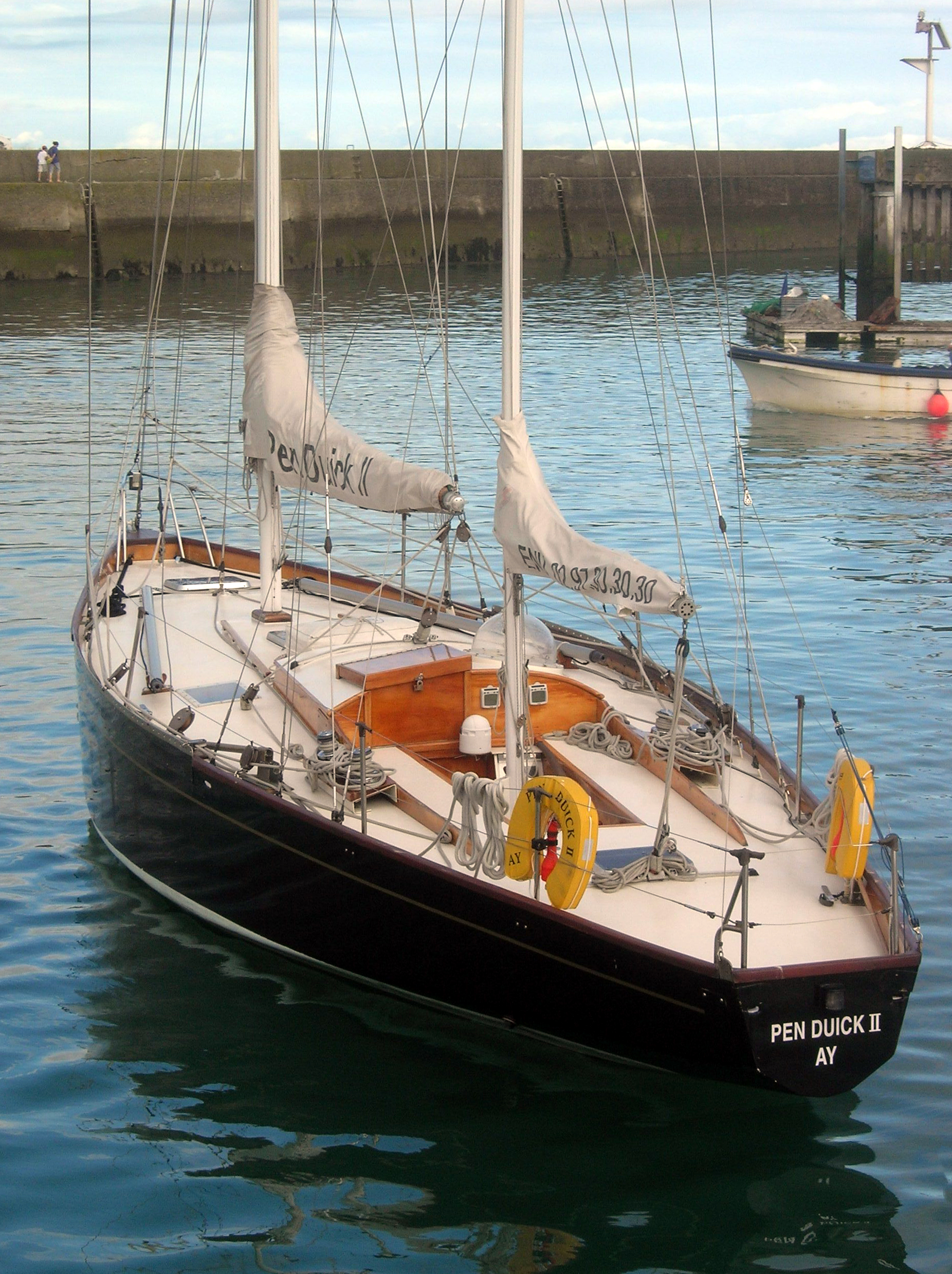
Pen Duick II 2006 in Port Haliguen
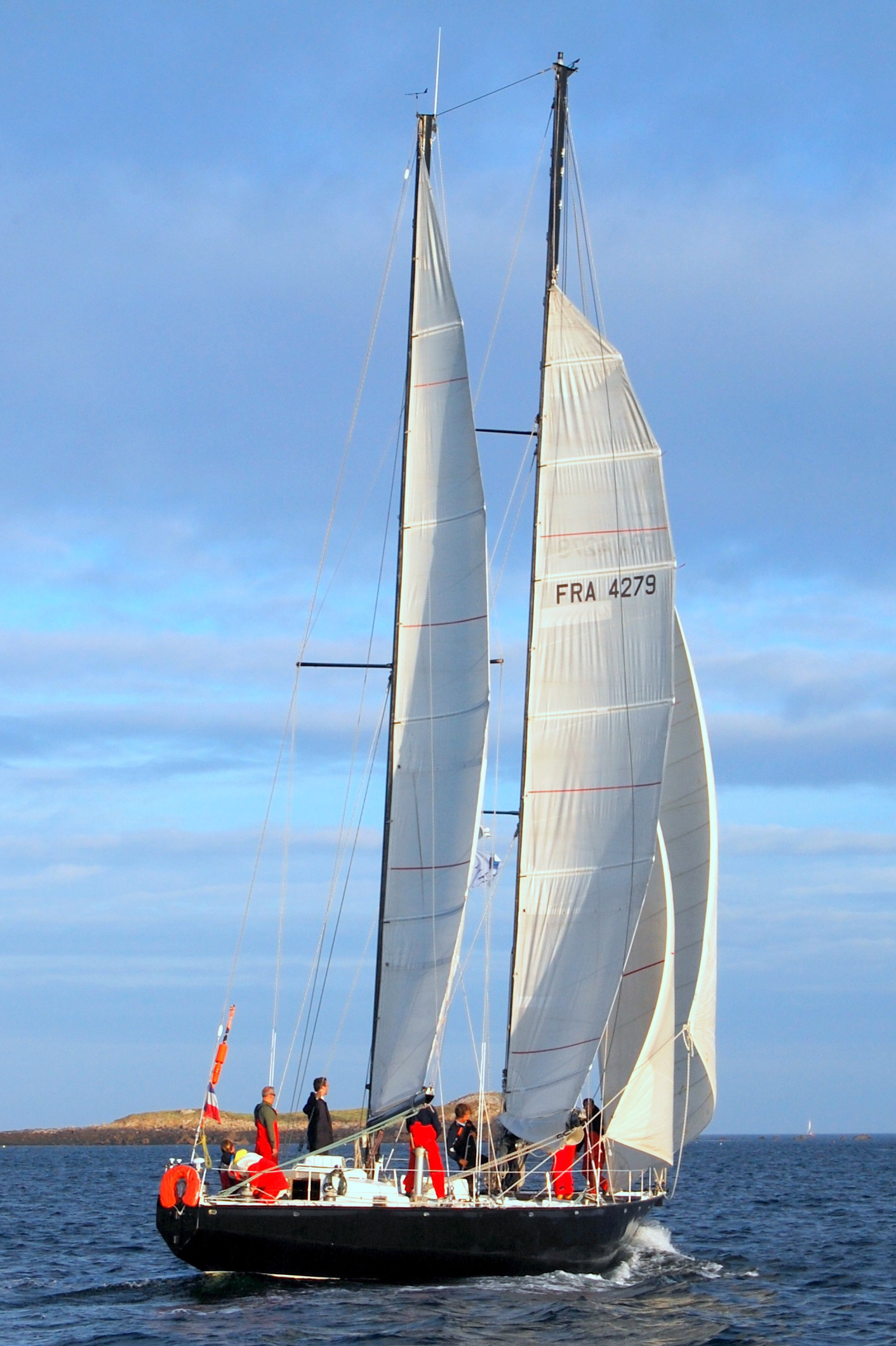
Pen Duick III 2008 auslaufend Aber Wrac’h, (Bretagne)
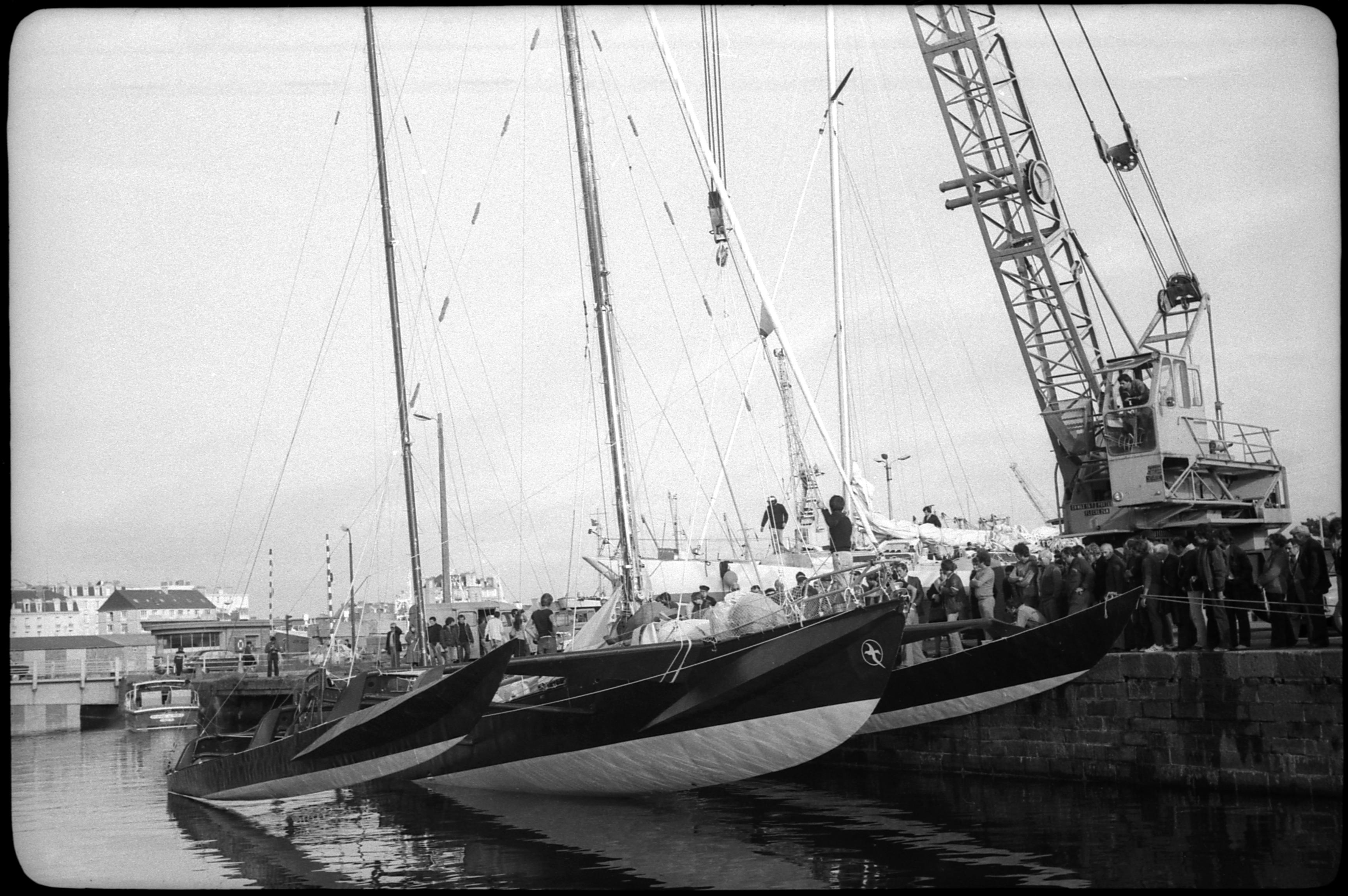
Pen Duick IV 1978 in Saint-Malo
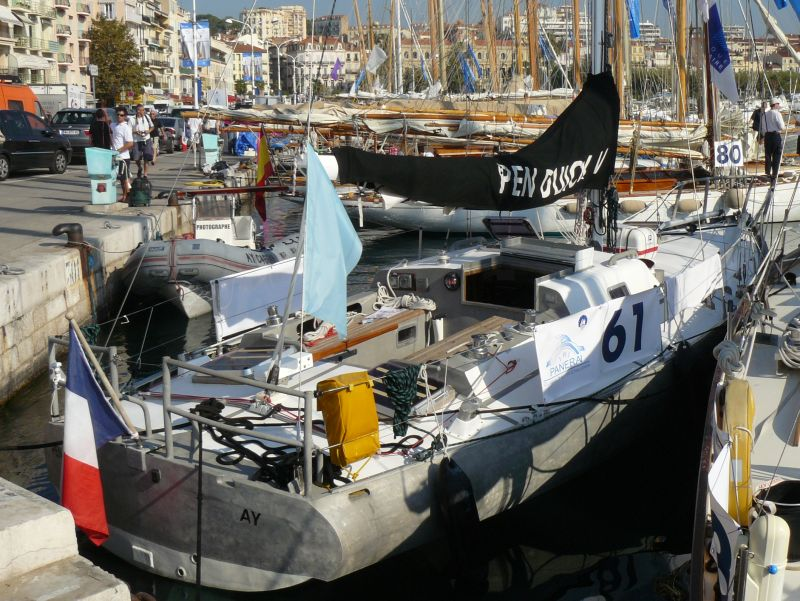
Pen Duick V 2009 in Cannes
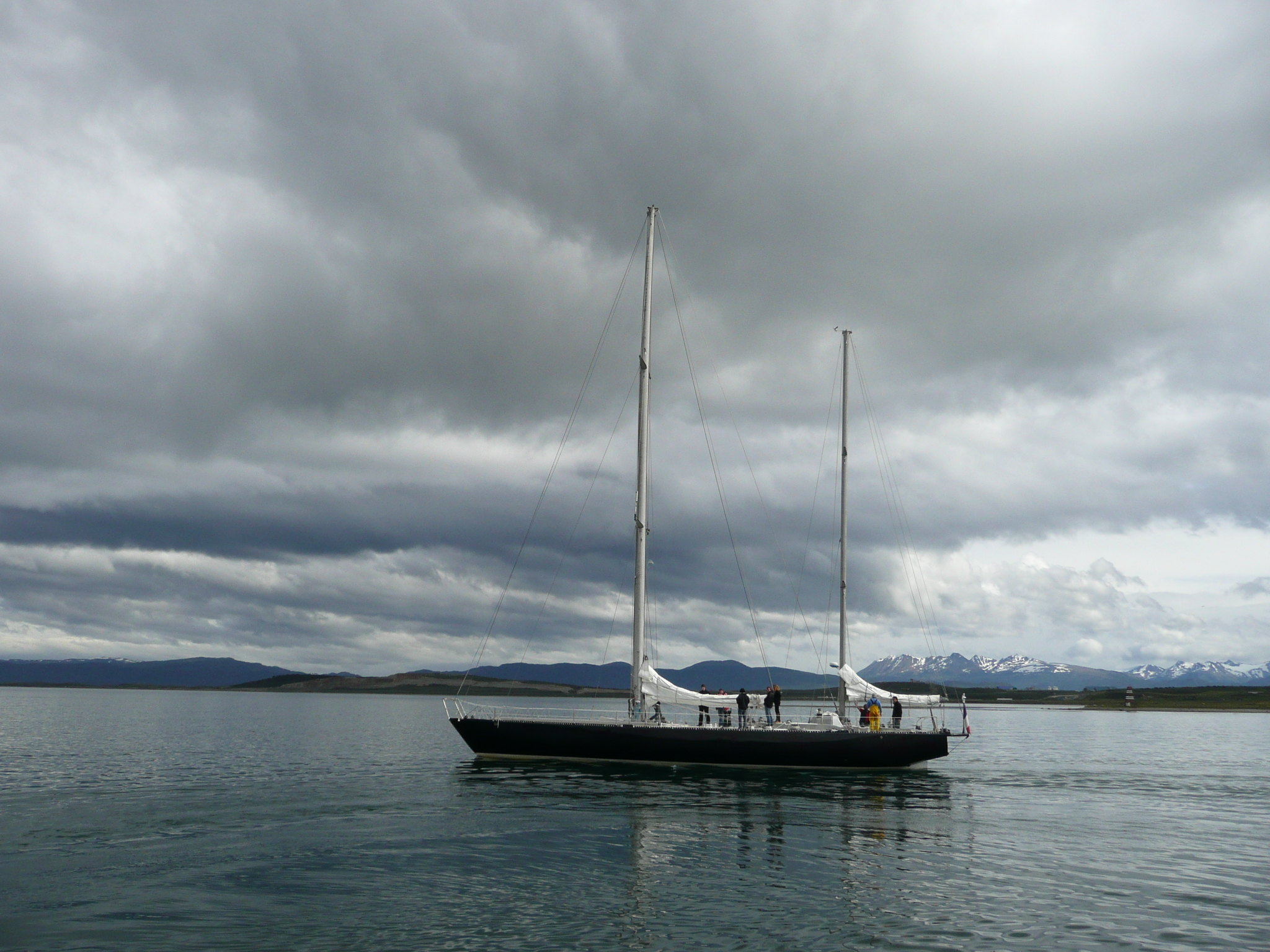
Pen Duick VI 2007 in Ushuaia (Südargentinien)